# معلاقة براسية
معلاقة براسية (الاسم العلمي: Podocarpus brassii) هي نوع من النباتات تتبع جنس المعلاقة من الفصيلة المعلاقية.